# God of War
God of War är ett actionäventyrsspel utvecklat av Santa Monica Studio och utgivet av Sony Computer Entertainment (SCE) år 2005 till spelkonsolen Playstation 2 (PS2). Det är den första delen i serien med samma namn och det tredje kronologiska spelet. Det är löst baserat på den grekiska mytologin och utspelar sig i det antika Grekland med hämnd som ett centralt motiv. Spelaren kontrollerar huvudpersonen Kratos, en spartansk krigare som tjänar de olympiska gudarna. Gudinnan Athena ger uppdraget till Kratos att döda krigsguden Ares, som lurade Kratos till att döda sin familj. Medan Ares belägrar Aten på grund av sitt hat mot Athena ger sig Kratos ut för att hitta ett objekt som kan stoppa guden: den legendariska Pandora's Box (Pandoras ask).
God of Wars spelupplägg fokuserar på kombinationsbaserade strider, som uppnås genom spelarens främsta vapen – Blades of Chaos – och ett sekundärt vapen som förvärvas senare i spelet. Det innehåller så kallade "Quick Time Events" (QTE) som kräver att spelaren slutför olika spelkontrollhandlingar i en tidsinställd sekvens för att besegra starkare fiender och bossar. Som alternativa stridsalternativ kan spelaren använda upp till fyra magiska attacker och en effekthöjande förmåga. Spelet innehåller även pussel- och plattformselement.
God of War sålde fler än 4,6 miljoner exemplar världen över, vilket gör spelet till det elfte bästsäljande Playstation 2-spelet genom tiderna. Det betraktas som ett av spelkonsolens bästa actionäventyrsspel, och vann flera "Årets spel"-utmärkelser. Under 2009 benämndes God of War som det sjunde bästa Playstation 2-spelet genom tiderna av underhållningswebbplatsen IGN. Spelet var mycket uppskattat för dess grafik, ljud, presentation och berättelse, utöver dess spelupplägg. Spelets framgång ledde till utvecklingen av ytterligare sex spel i serien och en expansion till andra medier. Spelet och dess första uppföljare, God of War II, förbättrades och släpptes i november 2009 som en del av God of War Collection till Playstation 3 (PS3). En romanversion av spelet publicerades i maj 2010 och en filmatisering har varit under utveckling sedan 2005.

## Spelupplägg
God of War är ett enspelarspel i genrerna actionäventyr och hack 'n slash. Det spelas från ett tredjepersonsperspektiv, vilket innebär att spelaren kan se hela spelarfiguren Kratos i en tredimensionell miljö. Spelets kamerasystem kan ej styras av spelaren, utan följer spelarfiguren i olika fasta vinklar och avstånd. Spelaren kan spara spelet i sparpunkter som symboliseras av en ljusglimt från himlen. När Kratos dör teleporteras spelaren tillbaka till en viss punkt i spelet som denne har passerat sedan tidigare, vanligtvis innan en strid.
Spelaren kontrollerar Kratos i kombinationsbaserade strider, plattformande och pusselspelelement och strider mot fiender som främst härstammar från den grekiska mytologin, såsom odöda soldater, harpyor, minotaurer, Medusa och hennes gorgoner, cykloper, vålnader, sirener, satyrer, kentaurer, kerberoser samt bossar som en Hydra och en gigantisk minotaur känd som Pandora's Guardian (Pandoras väktare). Plattformselementen kräver att spelaren klättrar uppför väggar och stegar, hoppar över klyftor, gungar med rep och balanserar mellan balkar för att gå igenom delar av spelet. Spelet innehåller olika pussel, där vissa är relativt enkla, såsom att flytta en låda så att spelaren kan använda den som ett hjälpmedel för att ta sig förbi ett hinder, medan andra är mer komplicerade, såsom att hitta flera föremål i olika delar av spelet för att låsa upp en dörr.
I spelvärlden kommer spelaren hitta kistor i gröna, blåa eller röda färger, och varje kista innehåller glober i motsvarande färg. Gröna glober fyller spelarens hälsa, blåa glober fyller spelarens magi vilket möjliggör vidare magibruk, och röda glober ger erfarenhetspoäng för att kunna uppgradera Kratos vapen och magiska förmågor – vilket ger nya och mer kraftfulla attacker – och som fyller mätaren för förmågan Rage of the Gods (Gudarnas raseri); när denna mätare är full kan spelaren utnyttja förmågan. Röda glober samlas också in genom att döda fiender och förstöra vissa livlösa föremål. Spelaren kan även hitta Gorgon Eyes (Gorgonögon) och Phoenix Feathers (Fenixfjädrar) i omärkta kistor. Ögon och fjädrar ökar längden på hälso- respektive magimetrarna; om spelaren hittar arton stycken av respektive objekt, maximeras en mätare och i sin tur spelarens kraft.

### Stridsmekanik
Kratos främsta vapen är Blades of Chaos (Kaosklingorna): ett par fastkedjade klingor som är lindade runt figurens handleder och underarmar. Klingorna kan svingas offensivt i olika manövrar. Senare i spelet förvärvar Kratos ett sekundärt vapen vid namn Blade of Artemis (Artemis klinga); ett stort svärd som erbjuder alternativa stridsmetoder. Kratos lär sig också att använda fyra magiska förmågor, (såsom Zeus' Fury (Zeus ilska): som gör att Kratos kan kasta blixtar mot avlägsna mål) som tillåter spelarfiguren att döda både enstaka och flera fiender. Andra magiska förmågor inkluderar Medusa's Gaze (Medusas blick), Poseidon's Rage (Poseidons raseri) och Army of Hades (Hades armé). En relik vid namn Poseidon's Trident (Poseidons treudd) blir också förvärvat, vilket gör att Kratos kan andas under vatten och navigera genom undervattensmiljöer. I början av spelet förvärvar också Kratos en speciell förmåga vid namn Rage of the Gods, som ger honom tillfällig osårbarhet och ökad attackskada.
I strider finns en funktion kallad Quick Time Events (QTE), även känt som kontextkänsliga attacker, som startas när spelaren har försvagat en stark fiende. Spelaren utför en sekvens av handlingar med spelkontrollen strax efter att en bild av kontrollens cirkelknapp visas på skärmen. Detta gör det möjligt för en begränsad kontroll av Kratos under en filmisk QTE-sekvens som, om den lyckas, kommer att avsluta striden; om det misslyckas blir den vanliga konsekvensen att spelarfiguren skadas. En liknande funktion är ett kort sexminispel i form av ett samlag med två kvinnor, en funktion som har blivit ett återkommande inslag i hela spelserien.
När spelet är slutfört låser spelaren upp Challenge Mode (Utmaningsläget), som innehåller tio utmaningar kallade Challenge of the Gods (Gudarnas utmaning). Dessa kräver att spelarna slutför en rad specifika uppgifter (t.ex. "Döda alla cykloper innan tiden tar slut"). Som belöning kan spelaren låsa upp bonuskostymer till Kratos, bakom kulisser-videor och concept art av figurer och miljöer. Slutförandet av varje svårighetsgrad låser upp ytterligare belöningar.

## Synopsis

### Miljö

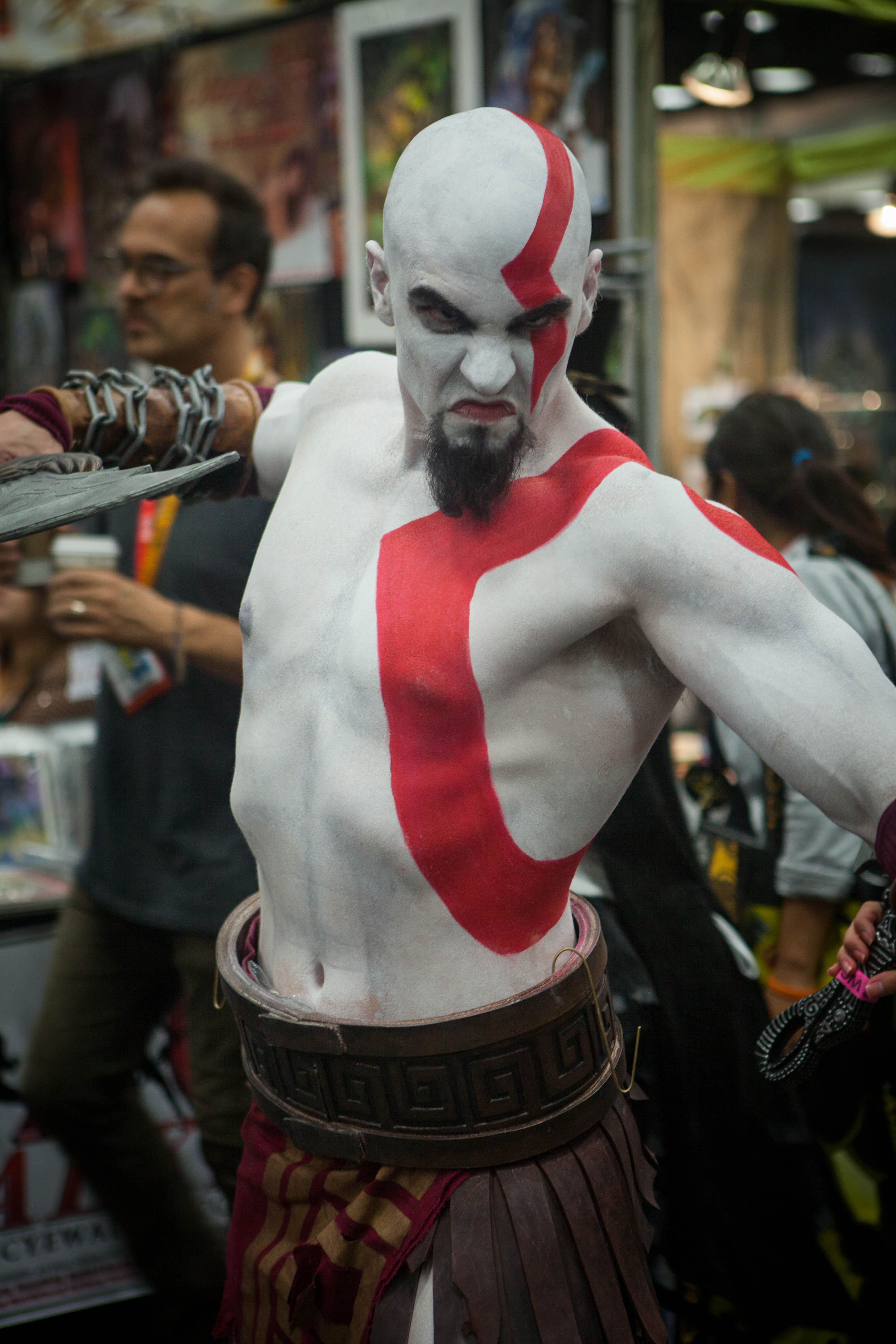
Cosplay av Kratos, spelets huvudperson.

God of War utspelar sig i en alternativ version av det antika Grekland, befolkad av de olympiska gudarna, titaner och andra varelser i den grekiska mytologin. Med undantag för tillbakablickar utspelar sig händelserna i God of War mellan spelen Chains of Olympus (2008) och Ghost of Sparta (2010). Det finns sex platser att utforska, såsom fiktiva versioner av de verkliga platserna Egeiska havet och den antika staden Aten, och fiktiva platser såsom Desert of Lost Souls (De förlorade själarnas öken), Temple of Pandora (Pandoras tempel), Underworld (Underjorden) och en kort scen på Olympen.
Miljöerna på Egeiska havet innehåller flera skeppsbrutna fartyg. Aten är en krigshärjad stad som blir stormad av krigsguden Ares. Utanför staden ligger Desert of Lost Souls, en stor och blåsig öken med forntida ruiner. Huvuddelen av spelet utspelas i Temple of Pandora, som är fastkedjat vid titanen Kronos rygg när denne kryper genom öknen. Det massiva templet är fyllt med fällor och monster, och har tre sektioner tillägnade titanen Atlas och gudarna Poseidon respektive Hades. Underworld är ett flammande rike med spetsade pelare fyllda av själar och brinnande versioner av tidigare fiender som Kratos stridit mot. Aten är platsen för den sista striden före spelets sista scen på Olympen i krigsgudens tronsal.

### Figurer
Huvudpersonen i spelet är Kratos (Terrence C. Carsons röst), en spartansk krigare som tjänar de olympiska gudarna. Övriga figurer i spelet är flera grekiska gudar, såsom Athena (Carole Ruggier), vishetens gudinna och Kratos bundsförvant och mentor; Ares (Steven Blum), krigets gud och spelets huvudantagonist; Poseidon (Fred Tatasciore), havets gud; Afrodite (Carole Ruggier), kärlekens och fruktbarhetens gudinna; Zeus (Paul Eiding), gudarnas konung; Artemis (Claudia Black), jaktens gudinna; och Hades (Nolan North), underjordens gud. Flera av gudarna ger magiska förmågor eller vapen till Kratos. Mindre figurer i spelet är Atens orakel (Susan Blakeslee), en gravgrävare (Paul Eiding), en kroppsbrännare (Christopher Corey Smith) och en båtkapten (Keith Ferguson). Några figurer dyker upp i tillbakablickar, såsom Kratos fru Lysandra (Gwendoline Yeo), hans barn Calliope, barbarernas kung och ett orakel från en by (Susan Blakeslee). Spelets berättarröst framförs av Linda Hunt.

### Handling
I början av spelet står Kratos på toppen av den högsta klippan i Grekland, och yttrar orden: "Olympens gudar har övergivit mig. Nu finns det inget hopp". Sedan kastar han sig ut från klippan och ner mot havet. Därpå får han en tillbakablick av sitt liv, inom vilken spelet tar sin början.
Mer än tio år före denna händelse var han en spartansk kapten och anförare av en armé om tusentals spartaner. Tack vare sin skickliga strategi och stora grymhet vann han många strider runtom i Grekland, fram till den dag då hans armé stod öga mot öga med en stor här av barbarer. Hans armé var nära på att gå under, liksom han själv när barbarernas kung precis skulle ta död på honom. I en desperat handling kallade Kratos på krigsguden Ares och lovade att tjäna honom ifall guden kunde skona hans armé och ge honom kraft nog att förgöra sina fiender. Ares hörde Kratos bön och gav styrka och de magiska klingorna Blades of Chaos till sin nye tjänare. Kratos besegrar barbarerna och halshugger deras kung.
Kratos förde krig på Ares uppdrag, tills han kom till en by där invånarna dyrkade gudinnan Athena. Ares hade i hemlighet transporterat Kratos fru och dotter till byns tempel, och i sin blodlust slaktade Kratos alla människor i templet, inklusive sin egen familj. Ares hade lurat Kratos att döda sin familj så att denne inte skulle ha något som höll honom tillbaka utan bli ännu starkare. När Kratos inser detta avsäger han sig sin tjänst hos Ares. Byns orakel uttalar en förbannelse över Kratos, vilken gör att askan från dennes familj fäster sig permanent vid hans hud och ger den en likblek nyans, och ger honom smeknamnet "Ghost of Sparta" (Spartas spöke). Han plågas av mardrömmar till följd av sin fruktansvärda gärning, och lovar att tjäna Olympens övriga gudar i hopp om att detta kan befria honom från hans mardrömmar.
När spelet börjar har Kratos tjänat gudarna under tio år. I en båt på väg mot Aten besegrar Kratos på uppdrag av Poseidon en stor Hydra, men han har börjat tröttna på sin tjänst och sitt lidande. Han kallar på Athena, som säger att om Kratos utför en sista tjänst – mordet på Ares – kommer han att förlåtas för mordet på sin familj. Ares krigar mot staden Aten på grund av sitt hat och svartsjuka gentemot sin syster Athena, som överlåter åt Kratos att förinta Ares eftersom Zeus har förbjudit allt gudomligt ingripande. Athena vägleder Kratos i det krigshärjade Aten. Efter ett underligt möte med en mystisk gravgrävare, som uppmuntrar Kratos att fortsätta sitt uppdrag, kämpar han sig till Atens orakel, finner henne och får reda på att det enda sättet att besegra Ares är med hjälp av Pandoras ask, en mytisk artefakt som ger kraften att döda en gud.
Kratos går in i Desert of Lost Souls, och Athena berättar för honom att Pandoras ask ligger gömd i ett tempel fjättrat på titanen Kronos rygg som ett straff utdelat av Zeus för Kronos roll i det forna kriget mellan gudarna och titanerna. Kratos kallar på titanen och efter tre dagars klättring kommer han till slut till tempelingången. Han besegrar templets väktare och undgår de fällor som finns där inne. Han finner till sist Pandoras ask, men Ares får vetskap om hans framgång och kastar en lång träpelare mot Kratos och denna spetsar honom mot en vägg och dödar honom. En grupp harpyor beslagtar asken och Kratos faller ner till Hades rike. Han kämpar sig igenom det flammande riket, och med hjälp av gravgrävaren, som berättar för honom att Athena inte är den enda guden som vakar över honom, flyr han från underjorden och återvänder till Aten.
Kratos återtar Pandoras ask från Ares, öppnar den och använder dess kraft till att göra sig själv gudalik. Trots Ares försök att krossa Kratos både fysiskt och psykiskt lyckas denne övermanna Ares och döda honom med Blade of the Gods (Gudarnas klinga). Aten räddas, men trots att Athena berättar för Kratos att hans synder är förlåtna, vägrar gudarna att befria honom från hans mardrömmar. Kratos känner sig övergiven och försöker begå självmord genom att kasta sig från en hög klippa ner mot det Egeiska havet. Men Athena ingriper och för honom till Olympen. Som belöning för sina tjänster till gudarna ger hon Kratos titeln Greklands nye krigsgud.

## Utveckling

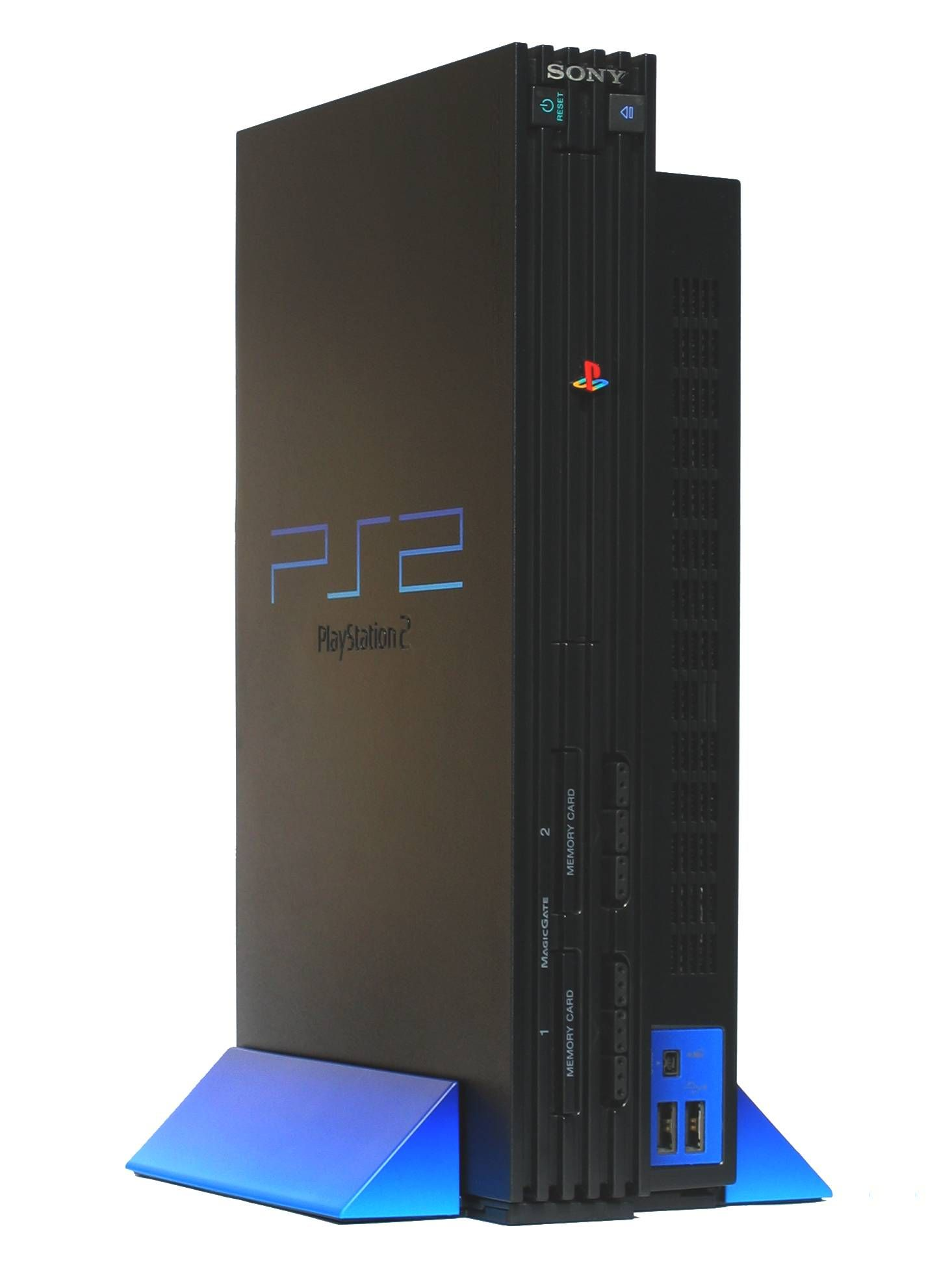
Spelet utvecklades exklusivt till Sonys spelkonsol Playstation 2 (PS2).

Santa Monica Studio började utveckla God of War 2002, under arbetsnamnet Dark Odyssey, och presenterade det två år senare på SCEA Santa Monica Gamers' Day 2004. Vid ett möte med Gamespot i Electronic Entertainment Expo (E3) 2004 sade utvecklarna att det skulle finnas mellan 15 och 25 olika attacker med spelarens främsta vapen i slutversionen, med ett fritt kombinationsformulerat system som skulle göra det möjligt för spelare att kombinera rörelser i nästan vilken ordning som helst. Gamespot sade att utvecklarna beskrev spelet "som en sammanslagning av actionsekvenserna i Devil May Cry med problemlösningarna i Ico" och noterade att spelarna skulle kunna "rämna fiender med en enda manöver, såsom att slita dem itu".
Regissören och skaparen David Jaffe bekräftade att spelet skulle vara en filmisk presentation. Han sade att på E3 fick de se där spelarna hade problem med kamerasystemet och sade att "vi gör omfattande fokustester, och med hjälp av data som sammanställts från E3, för att hitta och åtgärda problemområden" för kamerorna. Han sade att han hade förtroende för att arbetslaget skulle åtgärda problemen innan spelets utgivning. Men han sade att om spelare "hatar det filmiska kamerasystemet kommer ingenting vi kan göra hjälpa dig att gilla God of Wars kameror". Spelet använder sig av Santa Monicas spelmotor Kinetica, som de utvecklade för deras tidigare spel, Kinetica (2001).
Arbetslaget bestod av totalt 45 personer. Utvecklarna använde sig av Autodesk Maya för att modellera spelet i 3D. Spelet kodades av sju programmerare, och deras huvudmål var att skapa verktyg till designlaget så att de själva kunde implementera nya element till spelet, och på så sätt flytta huvudansvaret för utvecklingsprocessen till designlaget. Versionshanteringssystemet Alienbrain användes för att samordna filerna. Progressive scan används i de nordamerikanska versionerna av spelet, som använder sig av bildsystemet NTSC, men inte i de europeiska versionerna då det inte kunde genomföras av tekniska skäl.
Trots att spelet är baserat på den grekiska mytologin gav utvecklingslaget "massor av frihet" till dem själva för att förändra myterna, och Jaffe sade att de tog de "coolaste aspekterna av motivet" och skrev en berättelse med hjälp av dessa element. I en intervju för Eurogamer sade han att medan idén till God of War var hans egen stod konceptet i skuld till Capcom eftersom han hade spelat actionäventyrsspelen Onimusha och sade: "låt oss göra det med den grekiska mytologin". Han inspirerades delvis av långfilmen Gudarnas krig (1981) och sade: "det riktigt stora konceptet för mig var att... slå ihop det med serietidningen Heavy Metal". Han sa att han gillade både "barnsligheterna... med grekisk mytologi" och tanken på att lägga till fler vuxna teman såsom sex och våld.
Efter E3 2004 berättade Jaffe för IGN att det kreativa lagets mål var att "få spelaren att känna sig brutal och släppa lös sitt inre monster och bara gå bärsärk". Han sade att spelets stridssystem skulle ha en enastående frihetsgrad. Arbetslaget utformade två stridssystem: ett "makro"-system, som ger spelarna möjlighet att välja mellan normala strider, magiska attacker eller använda QTE-funktionen för att döda en fiende; och ett "mikro"-system, där spelare trycker på en knappsekvens för att utföra olika attacker. Pussel implementerades, inklusive självständiga sådana som innehåller upp till tre rum i spelet, och globala pussel som sprids över fyra eller fem områden. Jaffe jämförde spelet med den populära spelserien Prince of Persia, som också innehåller pussel- och plattformselement, och sade att medan varje pussel i denna serie är en liten variation av den sista, "är varje pussel i God of War sitt eget monster".
"Jag tror att jag gillar att göra saker i spel som jag inte vill göra eller inte kan göra i verkliga livet.
 
Många människor kritiserar genom att säga: 'Åh det är bara våld för våldets skull eller för chockvärde'.
 
Jag gillar chockvärde. Jag gillar våld för våldets skull ifall det görs på ett kreativt och intressant sätt.
 
Det är inte en del av min vardagliga värld."

―David Jaffe, 20 februari 2004.
Frank Cifaldi från Gamasutra rapporterade från ett tal av Jaffe på utvecklingen av God of War på D.I.C.E. Summit i Las Vegas 2006. Cifaldi skrev att "God of War var en sällsynt möjlighet för en speldesigner" eftersom Sony gav Jaffe nästan fullständig kreativ kontroll till att utveckla ett spel på sina egna villkor med en betydande budget. Han konstaterade att Jaffe ville göra spelet "av passion, inte av rädsla, och att det skulle vara ett spel som [Jaffe] själv, som en spelare, skulle vilja spela". Jaffe sade att långfilmen Jakten på den försvunna skatten (1981) också inspirerade utvecklingen av God of War. Han ville att spelarna skulle känna som han kände när han som barn tittade på den filmen, men ville inte sätta spelaren i rollen som en äventyrare, och refererade till The Legend of Zelda-spelen. Han utvecklade att God of War var avsett att vara enkelt och framåtskridande, men att spelet "inte är nyskapande eller unikt, och det är avsiktligt". Jaffe sade att deras system var ytliga och "det tvingade arbetslaget att ständigt skapa nytt innehåll för att tillfredsställa spelaren från ett intresseområde till ett annat". Han sade att han förstod modulär speldesign — behovet av att ha snygga och högdetaljerade nivåer utan att behöva bygga och texturera varje minimal bit av miljön — men "[han] skulle bli uttråkad" om de inte skulle gå utanför dessa gränser.

## Lansering
Demoversionen av God of War, med titeln God of War: The Hydra Battle, släpptes den 1 januari 2005. Det bestod av Kratos som slogs mot olika motståndare och slutade med början av striden mot Hydran som inleder huvudspelet. Spelet släpptes den 22 mars i Nordamerika, 8 juli i Europa och den 17 november i Japan. Fram till slutet av juli var spelet det sjätte mest sålda spelet år 2005. Under 2006 blev spelet tillgängligt på Playstation 2:s uppställning av Greatest Hits-spel. I juni 2012 rapporterade Sony  att spelet sålt fler än 4,6 miljoner exemplar världen över.
Spelet och dess uppföljare, God of War II, släpptes i Nordamerika den 17 november 2009 som en del av God of War Collection, med remastrade portningar av båda spelen till Playstation 3 (PS3), med förbättrad grafik och stöd för Playstation Trophies. Det blev tillgängligt i Japan den 18 mars 2010, i Australien den 29 april och i Europa den 30 april. God of War Collection släpptes som en digital nedladdning på Playstation Store den 2 november 2010 och var den första produkten som innehöll Playstation 2-mjukvara tillgängligt via nedladdning. Playstation Plus-prenumeranter kan ladda ner en provversion av God of War och God of War II. I juni 2012 hade God of War Collection sålt fler än 2,4 miljoner exemplar världen över. En version av God of War Collection till Playstation Vita (PSVita) släpptes den 6 maj 2014. Den 28 augusti 2012 ingick God of War Collection, God of War III och God of War: Origins Collection i God of War Saga under Sonys sortiment av Playstation-samlingar till Playstation 3 i Nordamerika.

## Mottagande
| Mottagande         | Mottagande               |
| Samlingsbetyg      | Samlingsbetyg            |
| Tjänst             | Betyg                    |
| ------------------ | ------------------------ |
| Gamerankings       | 93,58 % (91 recensioner) |
| Metacritic         | 94/100 (75 recensioner)  |
| Moby Games         | 93/100 (101 recensioner) |
| Recensionsbetyg    |                          |
| Publikation        | Betyg                    |
| 1UP.com            | A+                       |
| Edge               | [ 68 ]                   |
| Eurogamer          | [ 69 ]                   |
| Gamepro            | [ 70 ]                   |
| Gamespot           | [ 71 ]                   |
| Gamespy            | [ 72 ]                   |
| Gamesradar         | [ 73 ]                   |
| Gametrailers       | [ 74 ]                   |
| Gamereactor        | [ 75 ]                   |
| IGN                | [ 76 ]                   |
| Videogamer.com     | [ 77 ]                   |
| Cheat Code Central | [ 78 ]                   |
| CNN                | Positiv                  |
| Honestgamers       | [ 80 ]                   |
| NZGamer            | [ 81 ]                   |
| PALGN              | [ 82 ]                   |
| PSX Extreme        | [ 83 ]                   |

God of War fick höga betyg från recensenter, med ett genomsnittsbetyg på 93,69 % från recensionssammanställningssidan Gamerankings, 94 av 100 från Metacritic och 93 av 100 från Moby Games. Tom Lane från CNN skrev att "God of War är den typ av spel som gör att du kommer ihåg varför du spelar spel i första början." Han sade att det var beroendeframkallande och att actionsekvenserna var balanserade med ett blygsamt antal pussel- och plattformselement. Han berömde hur snabbt det fortskrider och sade att det "är ett av de mest våldsamma [spelen] på marknaden".
Raymond Padilla från Gamespy sade att spelet var "utmärkt" och att det hade "något av det blodigaste och mest överdrivna våld jag någonsin sett". Han berömde kombinationssystemet för att vara generöst, där spelarna lätt kunde utföra attackkombinationer, men tillade att det kunde utmana spelare som "kastar sig in i systemet". Petter Hegevall från Gamereactor kommenterade att spelets stridssystem var "lika lättanvänt som det är djupt, varierat och brutalt". Han ansåg också att de magiska förmågorna som spelaren får i spelet "skapar en spelmässig helhet som känns strålande beträffande både variation, utmaning och tempo." Chris Sell från PAL Gaming Network skrev att den roligaste aspekten av striderna var dess enkelhet. Han sade att spelets quick-time events var "utmärkt trevliga", "mycket tillfredsställande" och mest underhållande under bosstrider. I avseende till spelets kombination av strider med plattformselement sade Sell att "God of War lyckas med det helt strålande."
Lane sade att berättelsen var "övertygande", medan Sell konstaterade att det var väl utformat och som sällan fördröjer. Padilla skrev att "God of War var det bästa som hänt med den grekiska mytologin" sedan Harry Hamlin spelade som Perseus i Clash of the Titans. Han berömde ljudet som mycket starkt, men kände att en del av röstskådespeleriet och musiken var överdrivet. Kristan Reed från Eurogamer sade att ljudet var "ett förbluffande suggestivt exempel på ett välbalanserat dramatiskt soundtrack och dånande effekter". Alex Navarro från Gamespot skrev att spelets musik "är så välplacerat inom spelets omgivning att du aldrig kommer att se ett ögonblick där något inte passar."
Sell konstaterade att grafiken var "förmodligen den bästa på PS2" och som konkurrerade med spel på Xbox. Han sade att figurmodellerna var "utmärkta" och att varje nivå hade sin egen distinkta känsla. Eric Blattberg från Playstation Universe berömde grafiken för att vara sömlös, realistisk och med förmågan att kunna köras på 480p på en bredbilds-TV. Han sade att texturerna var "bra", och att miljöerna var "fantastiska och otroligt detaljerade." Hegevall skrev att spelets miljöer "ger en känsla av storskalighet, är oerhört varierade, detaljerade och homogent utformade." Mikel Reparaz från Gamesradar noterade spelets detaljmängd, och utvecklade att som en följd av den åldrande hårdvaran i PS2 "kan grafiken ibland hackas eller till och med saktas ner." Han gav spelet fortfarande högsta betyg och sammanfattade att "dessa problem är småpotatis jämfört med God of Wars kreativa design, fängslande berättelse och rena underhållning. God of War är en av de bästa actiontitlarna på PS2 och räknas som ett ultravåldsamt mästerverk." Navarro sammanfattade sin recension med att skriva: "Från det välbalanserade spelupplägget, till den magnifika presentationen, till det stora registret över uppblåsbara innehåll. Du kan inte låta bli att imponeras över vad det här spelet har att erbjuda."
Sell sade att God of War hade mycket få brister och att det enda nämnvärda var kamerasystemet: han sade att även om kamerorna gör ett bra jobb med att följa Kratos "finns det några irriterande ögonblick när du attackeras av något utanför skärmen, eller om du misslyckas med att göra ett hopp eftersom du inte riktigt kunde se hoppet ordentligt". Andra mindre klagomål från Sell var dess brist på återspelningsvärde, hur lång tid det tog att uppgradera objekt och den sista striden med Ares, som han sade var "lite av en besvikelse". Reed skrev att i vissa anmärkningsvärda tillfällen ansåg han att några av balanssektionerna inom plattformselementen framstår som "smått irriterande". Han sade att spelare kunde bli överväldigade av antalet fiender, men att de så småningom kommer få sina "hjärnor och reaktioner i kontroll och gå vidare till nästa gripande sektion och känna sig enormt nöjda".

### Utmärkelser
God of War vann flera "Årets spel"-utmärkelser. Vid Spike Video Game Awards 2005 vann spelet utmärkelsen "Bästa actionspel" och David Jaffe vann utmärkelsen "Årets designer". Det var också en kandidat till utmärkelserna "Årets spel", "Bästa prestation av en mänsklig hane" (TC Carson som Kratos), och "Bästa musik". På Interactive Achievement Awards 2006 vann spelet flera utmärkelser, bland annat "Årets totalt bästa spel", "Årets konsolspel", och "Årets actionäventyrsspel". 2009 namngav IGN God of War som det sjunde bästa Playstation 2-spelet genom tiderna. I november 2012 namngav tidskriften Complex God of War som det elfte bästa Playstation 2-spelet genom tiderna.

## Övriga medier

### Musik
God of War: Soundtrack from the Video Game, komponerat av Gerard K. Marino, Ron Fish, Winifred Phillips, Mike Reagan, Cris Velasco, Winnie Waldron och Marcello De Francisci, släpptes på CD av Sony Computer Entertainment som en exklusiv produkt till Sony Connect Music Store den 1 mars 2005. Soundtracket blev också tillgängligt gratis till kunder som köpt spelet via en rabattkod som ingick i spelet. Flera av låtarna innehåller röststycken från datorspelet. Dave Valentine från Square Enix Music Online gav betyget 8 av 10 till soundtracket och berömde kompositörerna för att de undvek att producera "actionteman som är evigt långa och slöa". Han berömde soundtracket för att det har "ett stort antal välutvecklade orkesterteman, med en påtaglig kreativ användning av gamla och etniska instrument". Spence D. från IGN gav soundtracket betyget 6,9 av 10 och berömde dess användning av forntida och etniska instrument, men kritiserade de ojämna övergångarna mellan låtarna. I mars 2010 släpptes soundtracket som ett nedladdningsbart innehåll och som en del av God of War Trilogy Soundtrack i God of War III: Ultimate Edition.
| 1.           | Escape from Madness              | Gerard Marino     | 0:38  |
| 2.           | The Vengeful Spartan             | Marino            | 1:21  |
| 3.           | Kratos and the Sea               | Marino            | 2:21  |
| 4.           | Have Faith                       | Marino            | 1:21  |
| 5.           | The Splendor of Athens           | Mike Reagan       | 2:09  |
| 6.           | This City Will Be Your Grave     | Marino            | 0:24  |
| 7.           | Ares Destroys Athens             | Reagan            | 1:13  |
| 8.           | Mind the Cyclops                 | Reagan            | 2:09  |
| 9.           | Athenian Battle                  | Reagan            | 3:07  |
| 10.          | Exploring the Ruins              | Winifred Phillips | 2:02  |
| 11.          | Athens Rooftops Fighting         | Marino            | 2:39  |
| 12.          | Save the Oracle Challenge        | Marino            | 1:35  |
| 13.          | Kratos' Evil Past                | Marino            | 2:01  |
| 14.          | Too Late                         | Marino            | 1:58  |
| 15.          | The Great Sword Bridge of Athena | Marino            | 2:17  |
| 16.          | What the Oracle Spoke            | Marino            | 1:09  |
| 17.          | The Story of Cronos              | Marino            | 1:17  |
| 18.          | Battle the Lethal Sirens         | Reagan            | 2:28  |
| 19.          | The Temple of Pandora            | Ron Fish          | 0:36  |
| 20.          | Pandoran Cyclopes Attack         | Fish              | 1:42  |
| 21.          | The Architect's Mysteries        | Fish              | 2:00  |
| 22.          | Zeus' Wrath Divine               | Cris Velasco      | 3:04  |
| 23.          | The Underwater World of Poseidon | Phillips          | 3:04  |
| 24.          | Minotaur Boss Battle             | Velasco           | 1:57  |
| 25.          | Burning Visions                  | Fish              | 1:15  |
| 26.          | Pandora's Box                    | Phillips          | 1:00  |
| 27.          | Hades, God of the Underworld     | Velasco           | 1:13  |
| 28.          | The Fury of Ares                 | Fish              | 1:26  |
| 29.          | Duel With Ares                   | Reagan, Velasco   | 2:26  |
| 30.          | Enthroned on Mount Olympus       | Phillips          | 1:57  |
| 31.          | God of War End Title             | Marino            | 5:06  |
| Total längd: | Total längd:                     | Total längd:      | 58:55 |

### Roman
En romanversion av spelet, med titeln God of War, tillkännagavs i juli 2009, ihop med en romanversion av God of War II. Den skrevs av Matthew Stover och Robert E. Vardeman, och publicerades den 25 maj 2010 av Del Rey Books. I en intervju med speltidningen Play sade Vardeman att en mytologibok skriven på 1930-talet fick honom att bli intresserad av den grekiska mytologin, och chansen att arbeta på God of War-romanen "var en möjlighet som inte gick att missa". Han sade att det var nödvändigt att ge läsarna ett solitt handlingsunderlag och romanen krävde extra material så att det inte bara skulle följa handlingen i spelet. Trots att han inte hade spelat spelet förut sade han att God of War baserades på Edith Hamiltons traditionella grekiska mytologi, i huvudsak "den accepterade mytologin på steroider". Vardeman kallade Kratos en väsentlig karaktär, och tillägger att "Denna motivkonflikt gör honom till en stor, om än besvärad, hjälte." Han tillkännagav sitt arbete på den andra God of War-romanen, och sade att det finns många potentiella berättelseidéer för Kratos och att "det vore synd" om det inte fanns ytterligare böcker att fylla i detaljerna i hans uppdrag, såsom berättelser av den tid där han var en gunstling till Ares eller innan hans strid mot barbarernas kung.
Romanen berättar händelserna i spelet och ger djupare insikter i dess historia. Den förklarar att Athena ville att Kratos skulle döda Ares och förklarar hur hon manipulerade de andra gudarna, med undantag av Zeus, till att bistå Kratos. Efter att ha fått reda på Athenas planer beslutar sig Zeus att hjälpa Kratos (med att ge magi och formskifta sig som gravgrävaren), då han har som avsikt att få Kratos att bli den nye krigsguden efter att denne har dödat Ares. Poseidon blir övertalad av Athena när hon övertygar honom att Ares förde Hydran in till hans rike. Artemis blir övertalad eftersom Ares och hans underhuggare förstör hennes vildmark och dess djurliv, och genom att bistå Kratos kommer hon att förhindra framtida förstörelser. Athena manipulerar Afrodite till att tro att Medusa konspirerar mot henne. Hades är dock utelämnad ur boken, då Kratos inte träffar honom eller får hans magi. Ett annat utelämnande från boken är den del där Kratos får en ny uppsättning klingor från Athena, och Blades of Chaos avslöjas ha smitts av Hefaistos i Tartaros.
Guden Hermes är inte med i spelet, men i romanen är han ansvarig för att ha informerat Athena om att Kratos skulle begå självmord. Nya karaktärer i romanen inkluderar Coeus, sekond på Kratos fartyg, och Medusas två tjänare: Jurr och en blind man. Tvillingarna som dyker upp i sexminispelet visade sig vara Afrodites döttrar vid namn Zora och Lora. Romanen förklarar också hur vissa varelser i mytologin som dräptes av grekiska hjältar tydligen fortfarande är vid liv. Till exempel påminner sig Zeus om att Hercules dräpte Hydran, och Athena bekräftar detta, men informerar Zeus om att den nya Hydran är ett nyfött yngel av titanerna Typhon och Echidna, och som släpptes lös av Ares.

### Film
En filmatisering av spelet tillkännagavs 2005. Jaffe bekräftade att ett manus hade skrivits klart av honom själv och att de letade efter en regissör. Han bekräftade att Universal Studios åtagit sig att göra God of War-filmen, men han var osäker om dess status, och uttryckte senare tvivel om att filmen skulle släppas. I september 2008 berättade Brett Ratner för UGO Networks att han skulle regissera filmen, men i februari 2009 bekräftades att han hade lämnat projektet för att regissera filmen Tower Heist. I mars 2010 bekräftade Santa Monica att de inte hade någon kreativ kontroll över filmen. I dokumentärfilmen God of War – Game Directors Live, filmad den 1 september 2010, sade Jaffe att "manuset gavs för ett och ett halvt år sedan till Daniel Craig, som spelar [James] Bond, men han tackade nej". Han antydde att en skådespelare hade sedan skrivit på för rollen som Kratos, och sade att "den nye personen är ganska bra, om det blir sant". I juli 2012 bekräftade The Hollywood Reporter att författarna bakom Pacific Rim, Patrick Melton och Marcus Dunstan hade anställts för att adaptera God of War till en film.
Den 30 augusti 2012 konstaterade Melton och Dunstan i en intervju med IGN att de var anställda för att skriva om Sells manus då de ansåg det vara föråldrat, då det skrevs före senare filmer i samma genre, såsom Clash of the Titans (2010) och dess uppföljare Wrath of the Titans (2012). Det första steget blev att till synes humanisera Kratos, som börjar som en dödlig och fortfarande har sin familj, med den huvudsakliga förändringen med barbarstriden. Melton tillade att "Vi kommer att lära oss om [Kratos] och förstå hur han fungerar. Så det är potentiellt 30 minuter... för att bygga upp denna karaktär så att när han... blir Ghost of Sparta, förstår vi honom som en människa och... resan som han kommer ta." Dunstan sade att "med en större film som God of War måste du gå lite djupare in i karaktären i motsats till en skräckfilm". Melton och Dunstan hade också "stora planer" för Ares. Melton sade att de "försöker bygga upp [Ares] lite mer... så att han kan bli en riktig skurk" bortsett från sitt anfall mot Aten.
I november 2012 berättade författarna till Gamespot att God of War kommer att "förbättra filmer som Clash of the Titans och Immortals genom att ta ett steg in i en djärvare riktning." Melton sade att Sony har "uppmuntrat" dem att göra det annorlunda från andra filmer i samma genre. Det bekräftades att Charles Roven och Alex Gartner, som producerar en filmadaptering av Uncharted, kommer att producera filmen via Atlas Entertainment. I början av 2013 sade Todd Papy, spelregissör för God of War: Ascension, att han inte känner till filmens status. Marianne Krawczyk, författaren bakom God of War-spelen, sade att hennes huvudsakliga bekymmer med filmadapteringen var rollfördelningen till Kratos: "spelaren har en personlig erfarenhet med honom, och sedan kommer han bli förkroppsligad av en annan skådespelare, han kommer att ha en annan röst, han kommer att säga många fler ord. Så jag tror att det kommer bli svårt att få det igenom", men hon är hoppfull att den kan göras färdig. Från och med september 2013 är filmen utan en regissör, inga skådespelare har bekräftats och ett utgivningsdatum har inte planerats, men manuset har "lämnats in". Det har en budget på 150 miljoner amerikanska dollar.